# Sứ mệnh (kinh doanh)
Sứ mệnh của công ty là một khái niệm dùng để xác định các mục đích của công ty, những lý do công ty đó ra đời và căn cứ tồn tại, phát triển của nó. Sứ mệnh của công ty chính là bản tuyên ngôn của công ty đó đối với xã hội, nó chứng minh tính hữu ích và các ý nghĩa trong sự tồn tại của công ty đối với xã hội.
Thực chất bản tuyên bố về sứ mệnh của công ty tập trung chỉ làm sáng tỏ một vấn đề hết sức quan trọng: "công việc kinh doanh của công ty nhằm mục đích gì?". Phạm vi của bản tuyên bố về sứ mệnh thường liên quan đến sản phẩm, thị trường khách hàng công nghệ và những triết lý khác mà công ty theo đuổi. Như vậy có thể nói chính bản tuyên bố về sứ mệnh cho thấy ý nghĩa tồn tại của một tổ chức, những cái mà họ muốn trở thành, những khách hàng mà họ muốn phục vụ, những phương thức mà họ hoạt động...

## Nội dung của một bản sứ mệnh
- Khách hàng: ai là người tiêu thụ các sản phẩm, dịch vụ của công ty?
- Sản phẩm hay dịch vụ cốt lõi: dịch vụ hay sản phẩm chính của công ty là gì?
- Thị trường: công ty cạnh tranh tại thị trường nào?
- Công nghệ: công nghệ có phải là mối quan tâm hàng đầu của công ty hay không?
- Sự quan tâm đối với vấn đề quan trọng khác: như sự sống còn, phát triển; khả năng sinh lời: công ty có ràng buộc với các mục tiêu kinh doanh nào khác hay không?
- Triết lý: đâu là niềm tin cơ bản, giá trị, nguyện vọng và các ưu tiên triết lý của công ty?
- Tự đánh giá về mình: những năng lực đặc biệt hoặc ưu thế cạnh tranh chủ yếu của công ty là gì?
- Mối quan tâm đối với hình ảnh cộng đồng: hình ảnh cộng đồng có là mối quan tâm chủ yếu đối với công ty hay không?
- Mối quan tâm đối với nhân viên: thái độ của công ty với nhân viên như thế nào?